# 科穀歧鬚鮠
科穀歧鬚鮠，為輻鰭魚綱鯰形目倒立鯰科的其中一種，為熱帶淡水魚，分布於非洲幾內亞Kogon及Fatala河流域，體長可達21.2公分，棲息在底中層水域，生活習性不明，可做為觀賞魚。